# Ива ломкая
И́ва ло́мкая, или раки́та (лат. Sálix fragílis) — дерево, вид рода Ива (Salix) семейства Ивовые (Salicaceae). Евроазиатское растение, интродуцированное в Африку, Северную Америку и Австралию, применяется в строительстве, народной медицине и животноводстве, используется также как декоративное растение.
В настоящее время поддерживается теория гибридного происхождении вида, когда он рассматривается как природный гибрид Salix ×fragilis = Salix alba × Salix euxina.

## Ботаническое описание

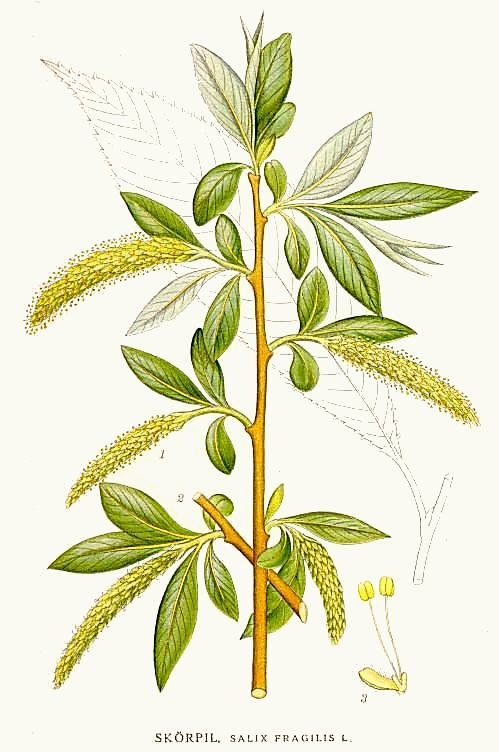

Дерево высотой 15—20 метров, диаметр кроны достигает 6—8 метров к 10 годам. Продолжительность жизни до 75 лет. Крона шатровидная, широко раскидистая. Кора серо-бурого цвета, с глубокими трещинами. Ветви — прямые, немного поникшие, голые, блестящие, немного красноватого или оливково-зелёного цвета. После четвёртого года жизни становятся ломкими у основания.
Почки — длинные, изогнутые, голые, блестящие, тёмно-бурого цвета. Прилистники яйцевидной формы, почковидные. Черешок содержит только единичные желёзки ближе к основанию листа. Листья узкояйцевидно-ланцетной формы, голые, блестящие, железисто-пильчатые по краю, с остро вытянутым концом. Длина листьев 5—7,5 см, ширина до 1,2 см. Осенью листья опадают либо зелёными, либо желтоватыми.
Серёжки появляются одновременно с листьями, расположены на длинной волосистой ножке, на которой находится 3—5 листочков, дугообразно изогнутых. Длина серёжек 4—5 см, при плодах женские серёжки достигают длины 6—7 см. Чашечки желтовато-зелёного или бледно-жёлтого цвета. Тычинок две, они свободные, волосистые с нижней части. Пыльники жёлтого цвета, со временем приобретают бурую окраску. Нектарников два как на мужских, так и на женских цветках. Завязь — голая, яйцевидно-конической формы, расположена на короткой ножке. Столбик — короткий. Рыльце — раздвоенное, с короткими расходящимися лопастями.

## Распространение и экология
Природный ареал ивы ломкой тяжело установить, так как она широко применяется в культуре. Распространена в Азии (Азиатские части России и Турции) и Европе (Центральная Европа — Австрия, Бельгия, Чехия, Словакия, Германия, Венгрия, Нидерланды, Польша, Швейцария; Восточная Европа — Беларусь, Украина, Латвия, Литва, Эстония, Молдова, Европейская часть России; Южная Европа — Албания, Болгария, страны бывшей Югославии, Греция, Италия, Румыния, Франция, Испания). Завезена в Африку, Австралию, Северную Америку.
Растёт по берегам рек, озёр, прудов и водоёмов, в плавнях, по сырым незаболоченным местам и ложбинам.
Ива ломкая довольно быстро растёт, морозостойка, но вместе с тем требовательна к почве. Наилучшие почвы для произрастания — глубокие, глинистые и влажные. Вид незначительно страдает от весенних ветров, когда её веточки ломкие, однако помеси с другими видами ив могут быть более ветроустойчивыми. Хорошо размножается черенками и кольями, а в естественных условиях сама расселяется благодаря укоренению веток, которые легко обламываются ветром.
Эта ива часто гибридизирует с ивой белой, особенно в нарушенных местообитаниях, и порой её гибриды превышают чистые виды этой ивы.

### Консортивныесвязи
Ива ломкая — кормовое растение для множества насекомых. Множество различных гусениц чешуекрылых питаются листьями этой ивы, а также взрослые долгоносики и личинки перепончатокрылых. Насекомые, для которых ломкая ива является кормовым растением: чешуекрылые — тополевого бражника (Laothoe populi), волнянки ивовой (Leucoma salicis), стрельчатка-зайчик Acronicta leporina, стрельчатка серая (Acronicta megacephala), ленточница красная (Catocala nupta), большая гарпия (Cerura vinula), Clostera anachoreta, Clostera curtula, Clostera pigra, древоточец пахучий (Cossus cossus), Cyclophora pendularia, Ectoedemia intimella, гарпия ивовая (Furcula furcula), хохлатка зигзаг (Notodonta ziczac), Phyllonorycter connexella, совка зубчатокрылая (Scoliopteryx libatrix), бражник глазчатый (Smerinthus ocellatus), Stigmella obliquella, Synanthedon flaviventris; жесткокрылые — Dorytomus hirtipennis; перепончатокрылые — Arge enodis, Trichiosoma tibiale.

## Хозяйственное значение и использование
Ива ломкая — хороший медонос. Иногда её сажают вокруг пасек, поскольку она является ранним медоносом. Продуктивность мёда 100—150 кг/га.
Кора идёт на изготовление растительного гликозида салицина и для дубления — содержание таннинов составляет 4,6—11,86%. Используется в народной медицине как вяжущее средство. Ветви непрочные, они идут на грубое плетение, фашинник. Из древесины делают дуги, оглобли, корыта, колодные ульи. На топливо применяется чаще других ив. 15—20-летние деревья годятся для строительства жилищ и хозяйственных построек, в связи с этим иву ломкую разводили в малолесных и степных районах бывшего СССР. Её древесина используется на различные поделочные материалы, идёт на целлюлозу и другие химические продукты.
Листья пригодны для корма овцам и козам. Кора, молодые побеги, листья поедаются обыкновенным бобром (Castor fiber) круглый год. Поедается пятнистым оленем (Cervus nippon) и европейским лосём (Alces alces).
Ива ломкая — декоративное растение, используется в садоводстве, для обсаживания берегов водоёмов и вокруг улиц, домов, плотин, садов и пасек. Высаживается в одиночных или групповых насаждениях; легко разводится черенками.

## Посадки, доступные для осмотра вдендрариях

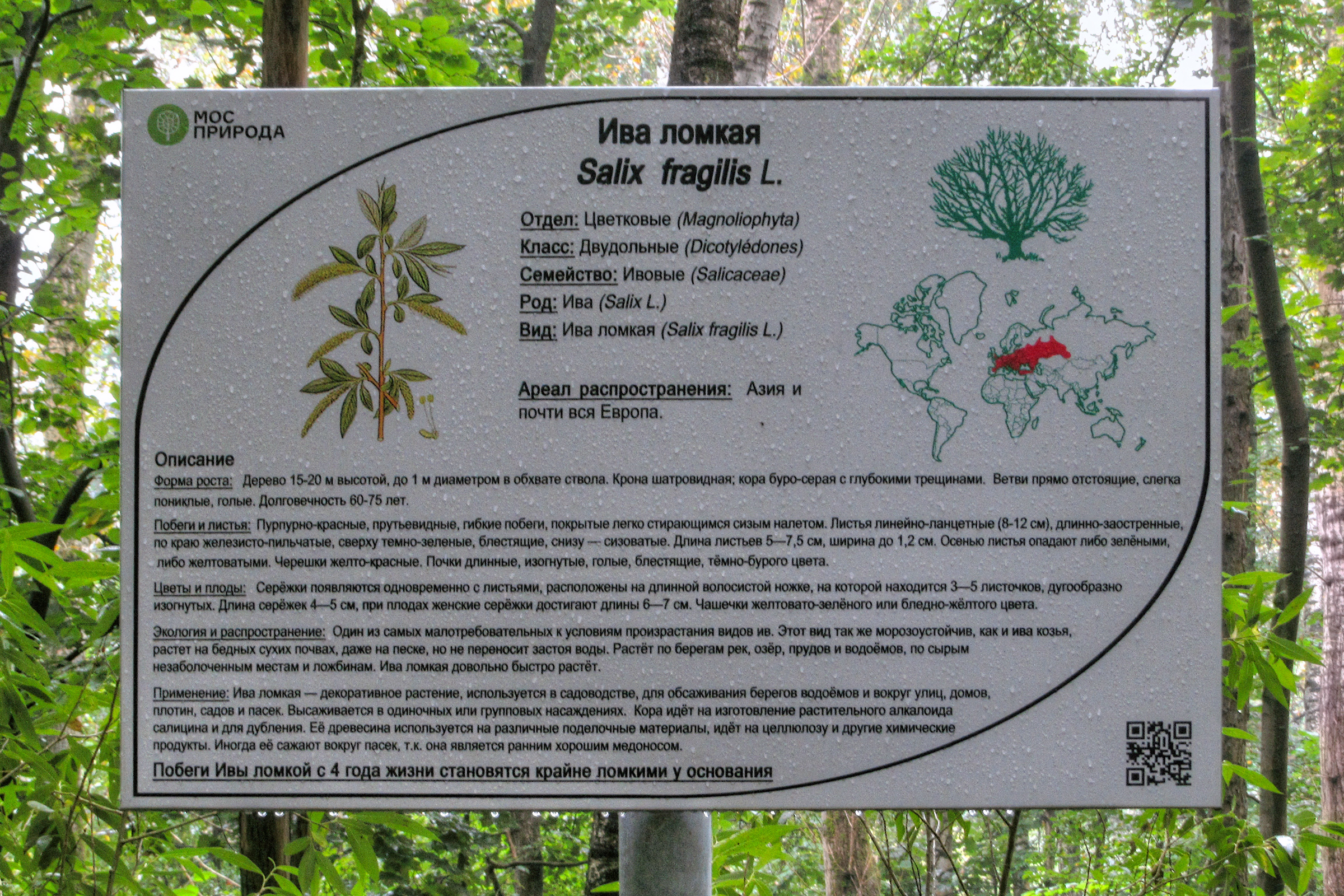
Табличка у маточной площадки в Бирюлёвском дендрарии

### Бирюлёвский дендрарийвМоскве
Ива ломкая представлена на маточной площадке 5-го участка.

## Классификация

### Таксономия
- Salix fragilis L., 1753, Sp. Pl. : 1017

Вид Ива козья включается в род Ива (Salix) семейства Ивовые (Salicaceae) порядка Мальпигиецветные (Malpighiales), последовательно входящего в более крупные клады Фабиды → Розиды → Суперрозиды → Эвдикоты → Цветковые растения. Таксономическая схема в соответствии с Системой APG IV по состоянию на июнь 2024 года:
|  |                          |  |                                   |                                   |                  |  | еще 35 семейств | еще 35 семейств |                |  |  |  | еще 625 подтвержденных видов и 1 028 видов, ожидающих подтверждения |
|  |                          |  |                                   |                                   |                  |  | еще 35 семейств | еще 35 семейств |                |  |  |  | еще 625 подтвержденных видов и 1 028 видов, ожидающих подтверждения |
|  |                          |  |                                   | порядок Мальпигиецветные          |                  |  |                 |                 | род Ива        |  |  |  |                                                                     |
|  |                          |  |                                   | порядок Мальпигиецветные          |                  |  |                 |                 | род Ива        |  |  |  |                                                                     |
|  | клада Цветковые растения |  |                                   |                                   | семейство Ивовые |  |                 |                 | вид Ива ломкая |  |  |  |                                                                     |
|  | клада Цветковые растения |  |                                   |                                   | семейство Ивовые |  |                 |                 |                |  |  |  |                                                                     |
|  |                          |  | ещё 63 порядка цветковых растений | ещё 63 порядка цветковых растений |                  |  |                 | еще 55 родов    | еще 55 родов   |  |  |  |                                                                     |
|  |                          |  |                                   | ещё 63 порядка цветковых растений |                  |  |                 |                 | еще 55 родов   |  |  |  |                                                                     |

### Синонимы
- Psatherips fragilis (L.) Raf.
- Salix alba var. elyensis Burtt Davy
- Salix australior var. pseudofragilis Goerz
- Salix decipiens Hoffm.
- Salix excelsior Host
- Salix fragilior Host
- Salix fragilis Host
- Salix fragilis var. decipiens (Hoffm.) W.D.J.Koch
- Salix fragilis var. glauca Spenn.
- Salix fragilis var. polyandra Wimm.
- Salix fragilissima Host
- Salix lyonii J.Forbes
- Salix monspeliensis J.Forbes
- Salix montana J.Forbes
- Salix neotricha Goerz
- Salix palustris Host
- Salix pendula Ser.
- Salix pendula var. multistipulata Ser.
- Salix persicifolia Schleich.
- Salix rubens Schrank
- Salix russelliana Sm.
- Salix viridis Fr.
- Vimen russeliana Raf.

### Формы
Ранее в составе вида выделяли несколько форм (внутривидовых таксонов) с различной окраской коры и длиной и шириной пластинки листа:
- Salix fragilis f. decipiens (Hoffm.) W.D.J.Koch — кора ветвей кирпичного или красно-бурого цвета;
- Salix fragilis f. roksensis Görz — произрастает в юной части Закавказья, кора имеет почти цвет слоновой кости или же бледно-жёлтая;
- Salix fragilis f. angustifolia Andress. — длина пластинки листа 5—7,5 см, ширина — 1,2 см;
- Salix fragilis f. latifolia Andress. — длина пластинки листа 10—15 см, ширина — 2,5 см.

|                                    |  |  |
| Слева направо: форма кроны; листья |  |  |

## В иудаизме
В талмудическом иудаизме речная ива, которую называют арава (ивр. ערבה‎) является одной из четырёх составляющих иудейского обряда «возношения лулава») библейского праздника Суккот.